# Edgar Norabuena Figueroa
Edgar Alberto Norabuena Figueroa (Huaraz, Áncash, 1978) es un narrador y docente peruano. Estudió Lengua y Literatura en la Universidad Nacional Santiago Antúnez de Mayolo. Lleva la maestría en Literatura Peruana y Latinoamericana en la Universidad Nacional Mayor de San Marcos. Fue galardonado por su labor de escritura en varios concursos como III Concurso de Narrativa Breve "Identidad Ancashina" (2006), Concurso de Cuentos "Protegiendo la Cultura" (2008), II Concurso Nacional de Cuento y Poesía "El Huauco de Oro" (2017), entre otras.
Su horizonte estético se concentra en la identidad regional, la violencia y lo fantástico. El tema de la violencia  en Norabuena es foco de análisis por los especialistas en literatura. Como lo menciona Vidal Guerrero sobre Fuego entre la nieve: (...) recoge todas las propuestas tanto a nivel técnico como temático y sintetiza las voces y los recursos narrativos en una novela ambiciosa, calidoscópica en mi concepto o polifónica dirían los críticos en donde diversas voces, escenarios, historias, tiempos, gestos y gestas, sonidos y silencios parecen no articularse porque están distribuidos en fragmentos, desperdigados (...) y metaforizando la vida, la violencia y también el futuro de las víctimas.
Es profesor del colegio Santo Tomas de Aquino en Huaraz.

## Publicaciones
Algunas de sus publicaciones son:
- El huayco que te ha de llevar (2007)
- Danza de vida (2008)
- Con nombre de mujer (2008)
- Silbidos de ichu (2011)
- Fuego cruzado (2013)
- Fuego entre la nieve (2022)